# Manifesto (álbum)
Manifesto é o sexto álbum de estúdio do grupo britânico de art rock Roxy Music.
| Críticas profissionais                                                      | Críticas profissionais |
| Avaliações da crítica                                                       | Avaliações da crítica  |
| Fonte                                                                       | Avaliação              |
| --------------------------------------------------------------------------- | ---------------------- |
| allmusic                                                                    | [ 2 ]                  |
| Esta tabela precisa de ser acompanhada por texto em prosa. Consulte o guia. |                        |

## Faixas
Lado A
1. "Manifesto" – 5:29
2. "Trash" – 2:14
3. "Angel Eyes" – 3:32
4. "Still Falls the Rain" – 4:13
5. "Stronger Through the Years" – 6:16

Lado B
1. "Ain't That So" – 5:39
2. "My Little Girl" – 3:17
3. "Dance Away" – 3:48
4. "Cry, Cry, Cry" – 2:55
5. "Spin Me Round" – 5:15

## Créditos
- Bryan Ferry – vocal, teclado.
- Andy Mackay – oboé, saxofone.
- Phil Manzanera – guitarra elétrica.
- Paul Thompson – bateria.

Pessoal adicional
Paul Carrack – teclado.
Rick Marotta – bateria.
Alan Spenner – baixo.
Richard Tee – piano.
Gary Tibbs – baixo.
Técnica
Rhett Davies – engenharia de gravação.
Jimmy Douglass – engenharia de som.
Phill Brown – engenharia de som.
Randy Mason – engenharia de som.